# Klepto
Klepto (br: Clepto) é um filme independente americano, do gênero suspense, lançado diretamente em DVD em 2003. Foi dirigido por Thomas Trail, sendo a estreia cinematográfica do diretor, e protagonizado por Meredith Bishop e Jsu Garcia.

## Sinopse
Emily Brown (Bishop) é uma cleptomaníaca. Tal como acontece com a maioria dos cleptomaníacos, a verdadeira razão por trás de seus roubos é uma compulsão incontrolável. Sua mãe é uma compradora compulsiva e seu pai está na cadeia. Emily vai para a terapia para tentar resolver a sua compulsão. Por sua vez, Nick (Garcia), um segurança de uma loja de departamentos, é cheio de problemas, especialmente financeiros, e flagra a garota roubando a loja onde ele trabalha. Ele fica impressionado com os métodos empregados por ela e pela facilidade com que realiza seus roubos. Nick acaba desenvolvendo um sentimento de admiração e obsessão por Emily, e os dois formam um contraditório e improvável relacionamento, onde o crime acaba ligando suas vidas.

## Elenco
- Meredith Bishop — Emily
- Jsu Garcia — Nick
- Leigh Taylor-Young — Teresa
- Henry Czerny — Ivan
- Michael Nouri — Dr. Cohn
- Michael Irby — Marco
- Kirk B.R. Woller — Jeffries
- Michael E. Rodgers — Sandy Hauser